# Partido Republicano Americano
No confundir con el Partido Republicano de los Estados Unidos
El Partido Republicano Americano fue una pequeña organización política nativista estadounidense que fue lanzado en Nueva York en junio de 1843, principalmente como una protesta contra los votantes y autoridades inmigrantes.
En 1844 participó de las elecciones municipales en Nueva York (en donde James Harper fue elegido alcalde) y Filadelfia, y se expandió tan rápido que en julio de 1845 se convocó a una convención nacional. Esta convención cambió el nombre a Partido Nativo Americano y presentó un programa legislativo exigiendo a un período de 21 años antes de la naturalización y otras reformas profundas a la política de inmigración.
El fracaso en forzar la acción congresista en dichas propuestas, junto con el creciente interés nacional en el problema mexicano antes de la Guerra entre Estados Unidos y México, llevaron a la decadencia del partido.